# Schloss Hohenthann

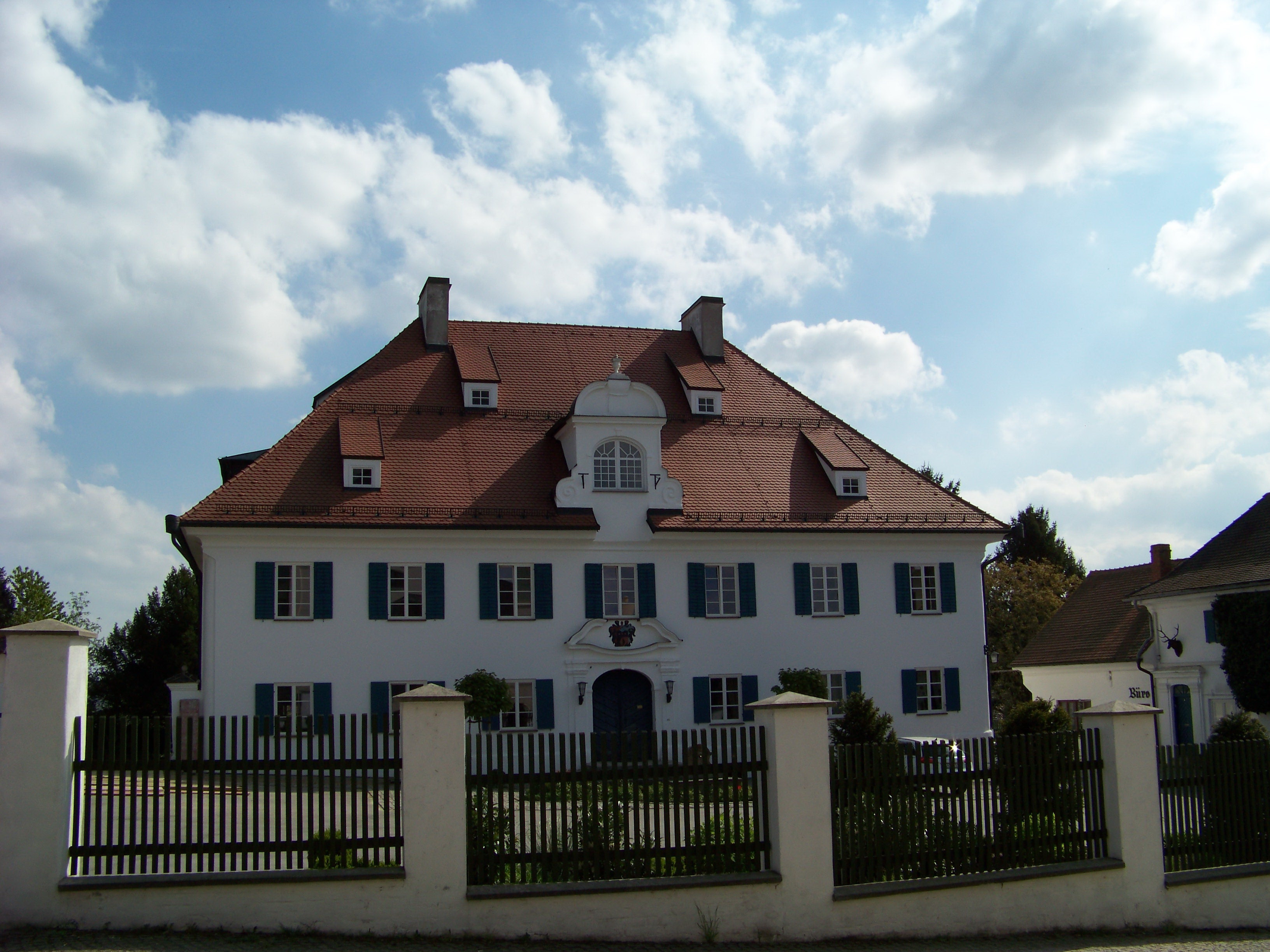
Schloss Hohenthann

Schloss Hohenthann ist ein Schloss in Hohenthann im Landkreis Landshut. Die Anlage wird als Bodendenkmal unter der Aktennummer D-2-7339-0076 im BayernAtlas als „untertägige mittelalterliche und frühneuzeitliche Befunde im Bereich des Schlosses von Hohenthann mit ehem. Nebengebäuden und Gartenanlagen, darunter die Spuren von Vorgängerbauten bzw. älterer Bauphasen und abgebrochener Gebäudeteile“ geführt. Ebenso ist das Schloss als denkmalgeschütztes Baudenkmal unter der Aktennummer D-2-74-141-1 verzeichnet.

## Geschichte
Erstmals urkundlich erwähnt wird Hohenthann im Jahre 1125 (vgl. Monumenta Augensia). Das erwähnte Ortsadelsgeschlecht der Hohenthanner war bis 1407 am Ort ansässig. Die Hofmark und das Schloss gehörten später den Grafen von Deuring, die von der Mitte des 17. Jahrhunderts bis 1818 auch Inhaber des Ortsgerichts Hohenthann waren. Die alte Schlossanlage brannte im Verlauf des Spanischen Erbfolgekrieges zusammen mit mehreren Häusern im Jahre 1704 ab und wurde in der zweiten Hälfte des 18. Jahrhunderts im Rokokostil neu errichtet. 1818 wurde die Hofmark von Martin von Melzl erworben. 1929 erwarb die Familie Rauchenecker, Besitzer der 1864 gegründeten Schlossbrauerei Hohenthann, den in einem sehr schlechten Zustand befindlichen Gutshof. In der Folgezeit wurden jedoch umfangreiche Renovierungsmaßnahmen durchgeführt, sodass sich das Schloss heute in einem guten Zustand befindet.

## Beschreibung
Das Schloss ist ein zweigeschossiger Walmdachbau mit Zwerchgiebel und Portalbekrönung aus der zweiten Hälfte des 18. Jahrhunderts. Das Nebengebäude ist ein zweigeschossiger Walmdachbau, das Garten- und Pfortenhäuschen ein massiver Walmdachbau, beide ebenfalls zweite Hälfte des 18. Jahrhunderts.

## Schlosskapelle St. Johann Nepomuk

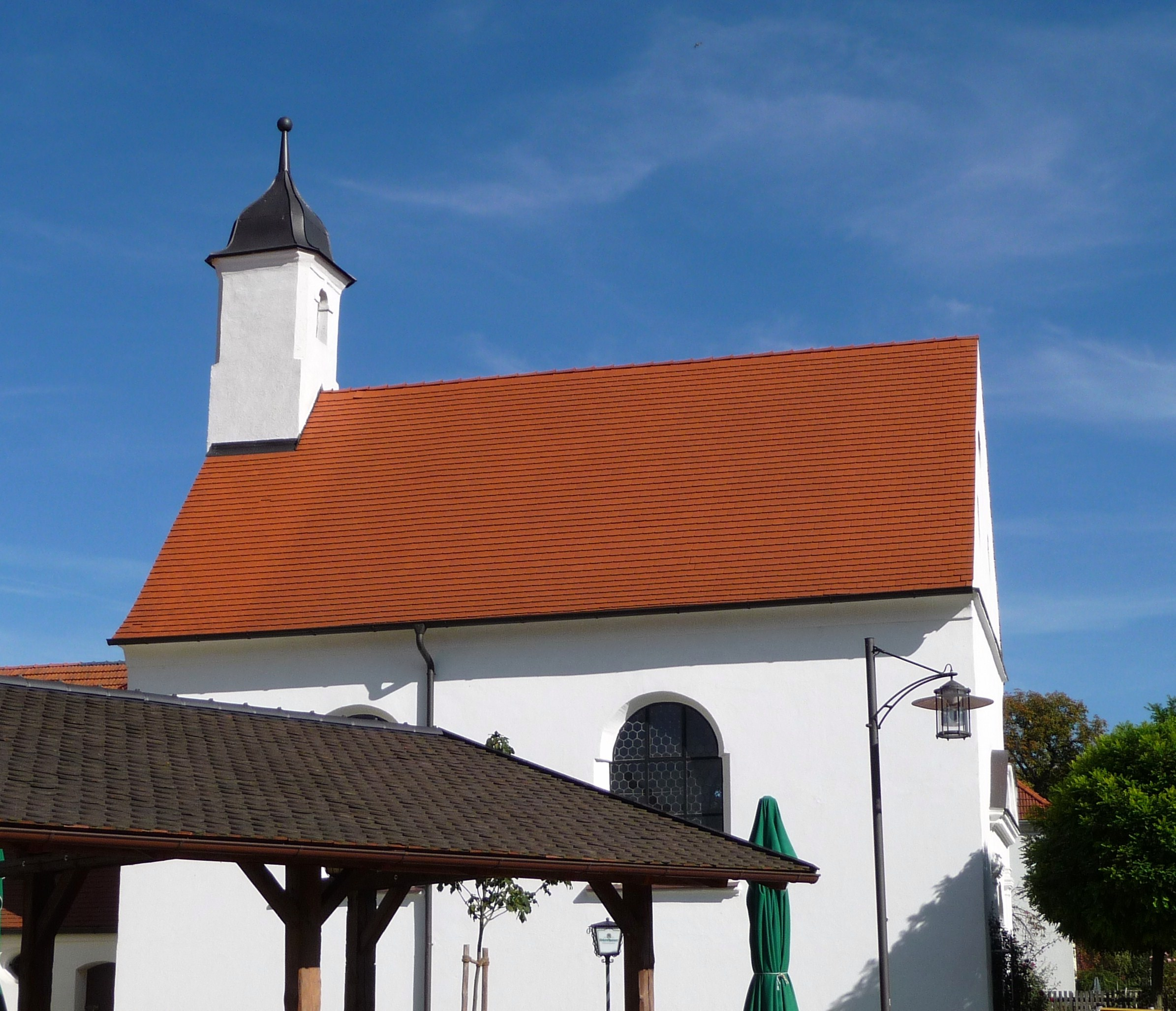
Schlosskapelle St. Johann Nepomuk

Die 1738 geweihte Schlosskapelle St. Johann Nepomuk ist ein kleiner massiver Saalbau, nördlich mit Dachreiter.

## Trivia
In der Serie Derrick, Staffel 2, Folge 6 „Kalkutta“ diente das Schloss als Schauplatz für ein Altersheim. Sie wurde am 30. Mai 1976 zum ersten Mal ausgestrahlt.